# András Arató
András Arató (11. července 1945 Kőszeg), známý hlavně jako Hide the Pain Harold, je maďarský elektroinženýr a model, který se proslavil jako meme.
Vystudoval Technickou a ekonomickou univerzitu v Budapešti. Během dovolené v Turecku András Arató nahrál na sociální síť iWiW své osobní fotografie z dovolené. Zde si ho všiml fotograf, který v té době hledal modely pro fotobanku. Později působil ve fotobankách a reklamách jako model (2008–2009). Je známý svým celkovým výrazem obličeje a falešným úsměvem, který se později stal internetovým memem.
Je autorem několika odborných prací o elektrotechnice.[zdroj?]